# Cmentarz Bronowicki
Cmentarz Bronowicki – cmentarz znajdujący się w Krakowie, w dzielnicy IV przy ul. Pasternik 40, w Bronowicach Wielkich.
Został założony w 1909 roku na wzgórzu Pasternik. Cmentarz zajmuje powierzchnię 2,5 ha i jest administrowany przez krakowski Zarząd Cmentarzy Komunalnych.

## Historia
Założony początkowo jako wiejska nekropolia, należał do gminy Bronowice Wielkie. Powstał na przełomie XIX i XX wieku i jest starszy od miejscowej parafii. Znajduje się na przestrzeni pomiędzy ulicami Pasternik i Na Polach w okolicy Wróżnej Góry na pograniczu Bronowic Wielkich i Bronowic Małych. Służył m.in. jako cmentarz dla osób należących do parafii pod wezwaniem Stygmatów Świętego Franciszka z Asyżu w Bronowicach Wielkich oraz mieszkańców Bronowic Małych, które wówczas należały do Parafii Mariackiej. 
Na cmentarzu znajdowała kwatera z czasów I wojny światowej, zewidencjonowana przez władze austriackie jako cmentarz wojenny nr 389 i zaopatrzona w monument, jednak uległa zniszczeniu w okresie międzywojennym. 
Obecnie jeden z 12 cmentarzy Krakowa. Utracił swój pierwotny wiejski charakter. Jest jedną z miejskich nekropolii, miejscem spoczynku blisko 10 tysięcy osób, w tym wielu zasłużonych przedstawicieli świata nauki i kultury, a także uczestników I i II wojny oraz walk o niepodległość Polski. Od czasów okupacji niemieckiej w granicach miasta. Aktualnie prowadzony przez Zarząd Cmentarzy Komunalnych w Krakowie.

## Młodopolska nekropolia
Cmentarz na Pasterniku jest miejscem spoczynku postaci szczególnie związanych z okresem tzw. Młodej Polski.

### Pochowani są tu m.in.:
- rodzina Tetmajerów (m.in. Włodzimierz Tetmajer – malarz, poeta, w Weselu Stanisława Wyspiańskiego przedstawiony jako Gospodarz, jego żona Anna oraz ich syn, pchor. Jan Kazimierz Przerwa-Tetmajer)[4]
- rodzina Rydlów (m.in. Lucjan i Helena Rydel – dzieci poety Lucjana Rydla, Anna Rydel – wnuczka Lucjana Rydla i Jadwigi z Mikołajczyków Rydlowej oraz Maria Rydlowa[4]
- Jakub Mikołajczyk, pierwowzór literackiej postaci Kuby z Wesela Stanisława Wyspiańskiego[4]
- profesor Stanisław Dżułyński
- żołnierze Armii Krajowej, Narodowych Sił Zbrojnych[potrzebny przypis], Wojska Polskiego i Legionów.

Cmentarz na Pasterniku jest miejscem pochówku członków wielu starych bronowickich rodów: Koników, Jaroszów, Kozenackich czy Morawców.

### Na cmentarzu pochowanych jest siedmiu  kawalerów Orderu Virtuti Militari.
- Marian Gaj, ułan-plutonowy,
- Kazimierz Prokop, podporucznik PSZ,
- Michał Maćkowski, pułkownik dyplomowany WP,
- Jan Wantuch, podpułkownik WP,
- Władysław Juszczak,
- Stanisław Korczyński,
- Jan Kazimierz Przerwa-Tetmajer[3].

## Galeria

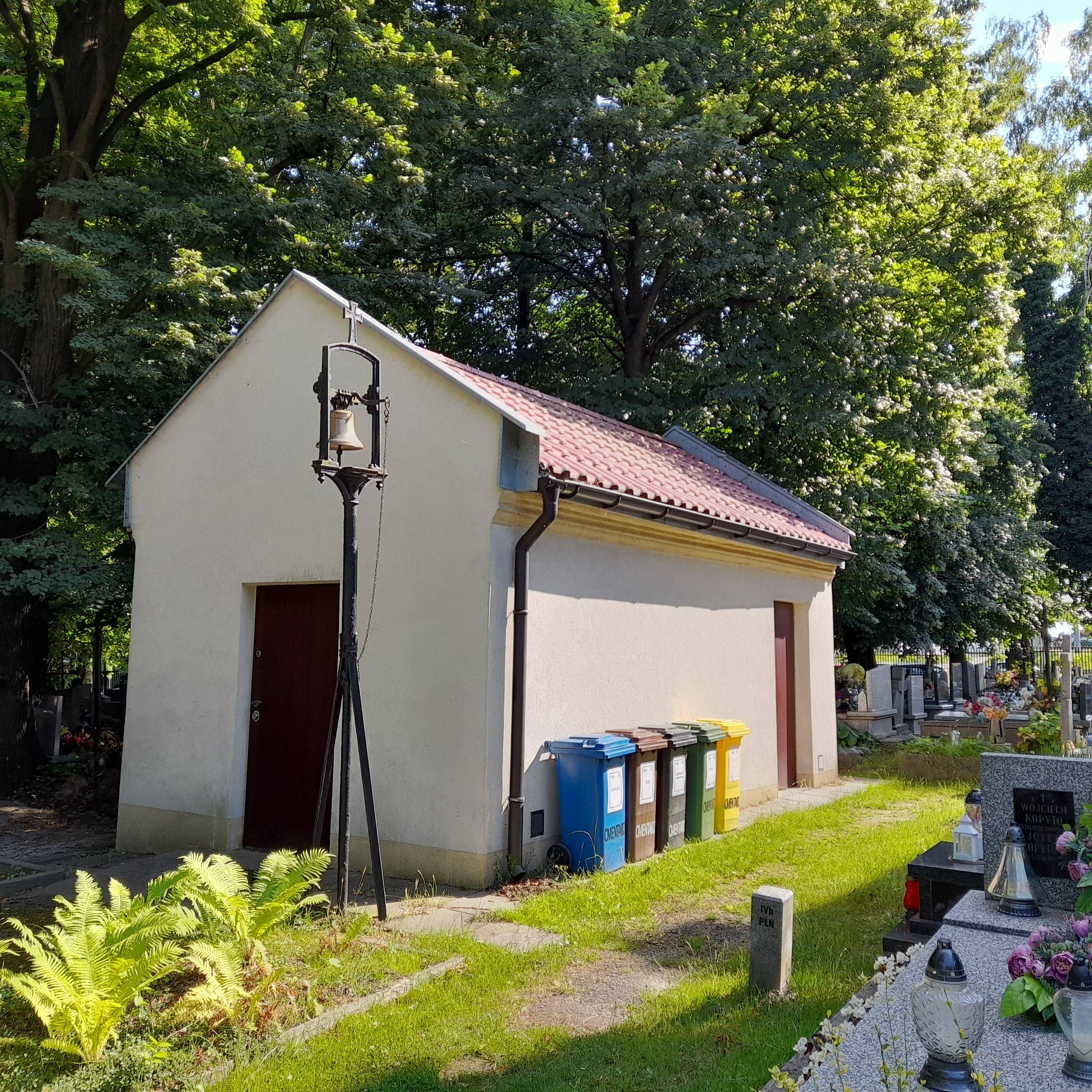
Dawna kaplica cmentarna
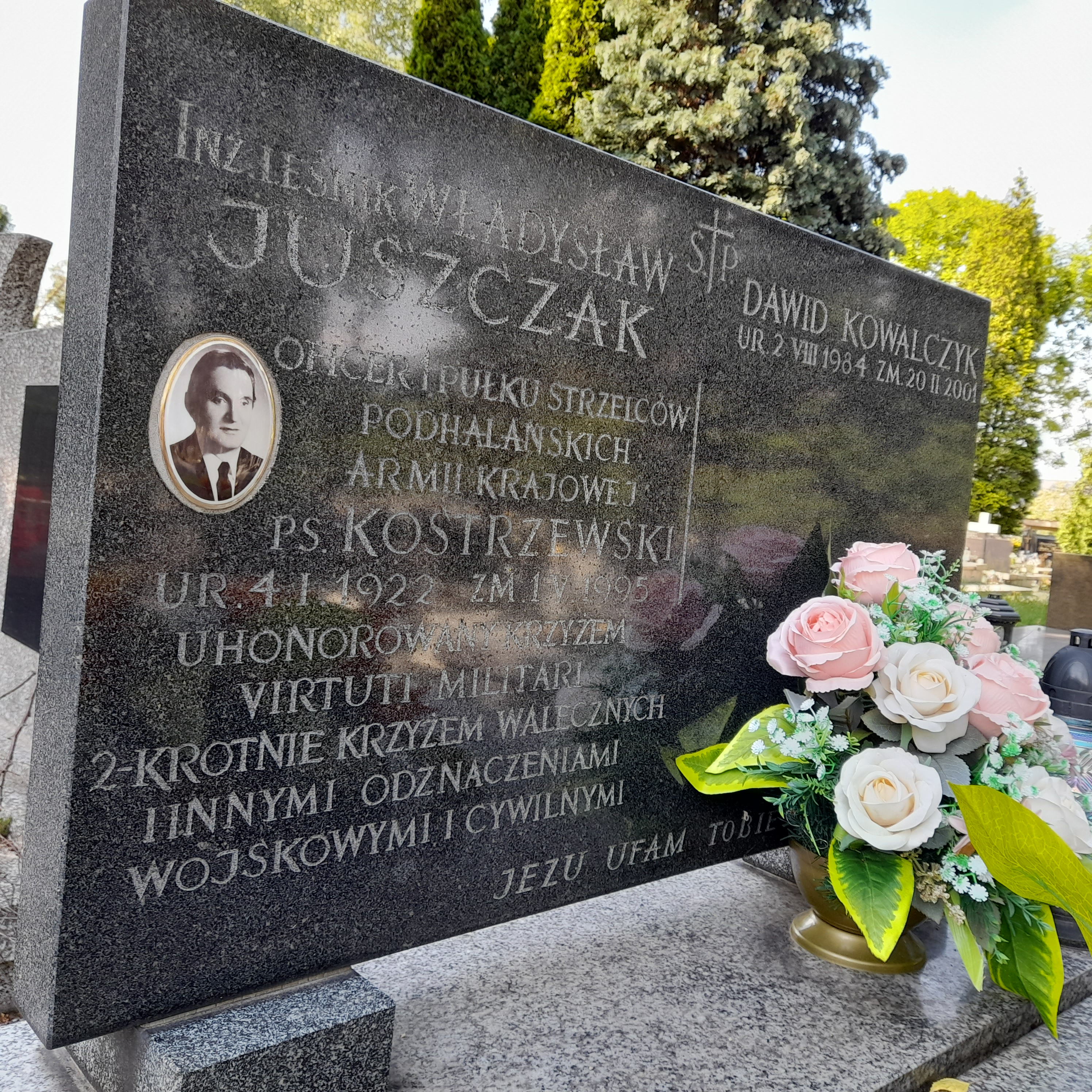
Grób Władysława Juszczaka, kawalera Orderu Virtuti Militari
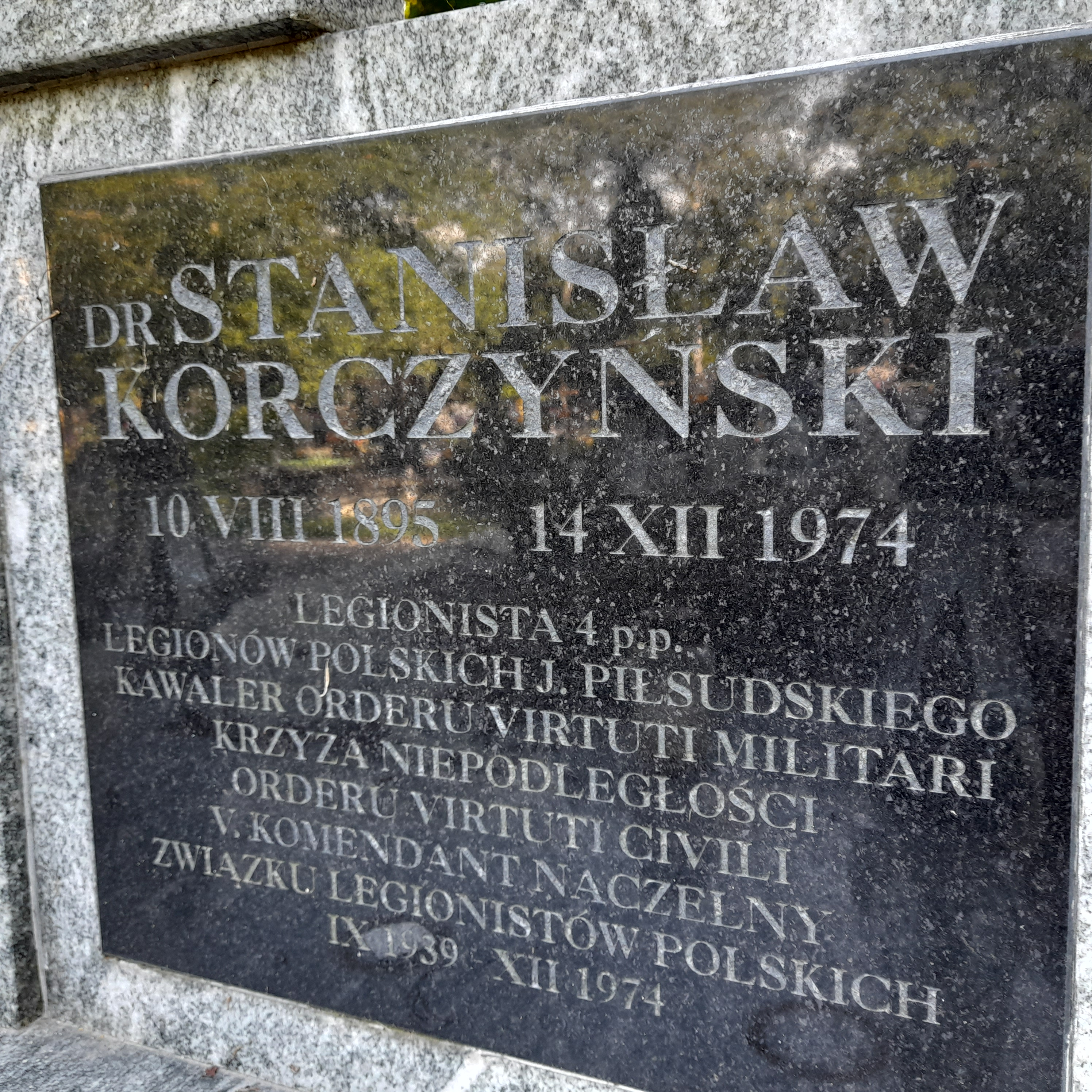
Grób Stanisława Korczyńskiego, kawalera Orderu Virtuti Militari
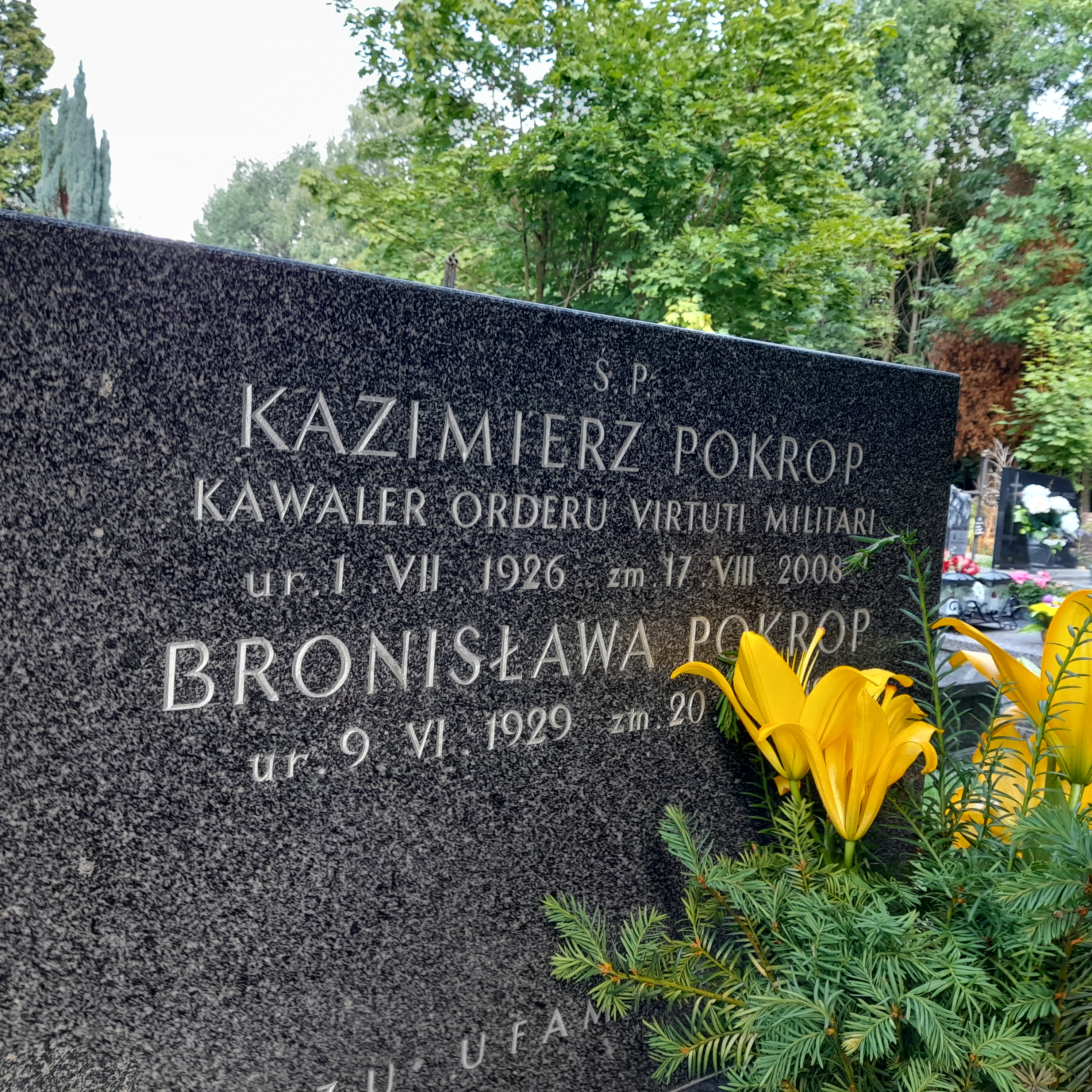
Grób Kazimierza Prokopa, kawalera Orderu Virtuti Militari
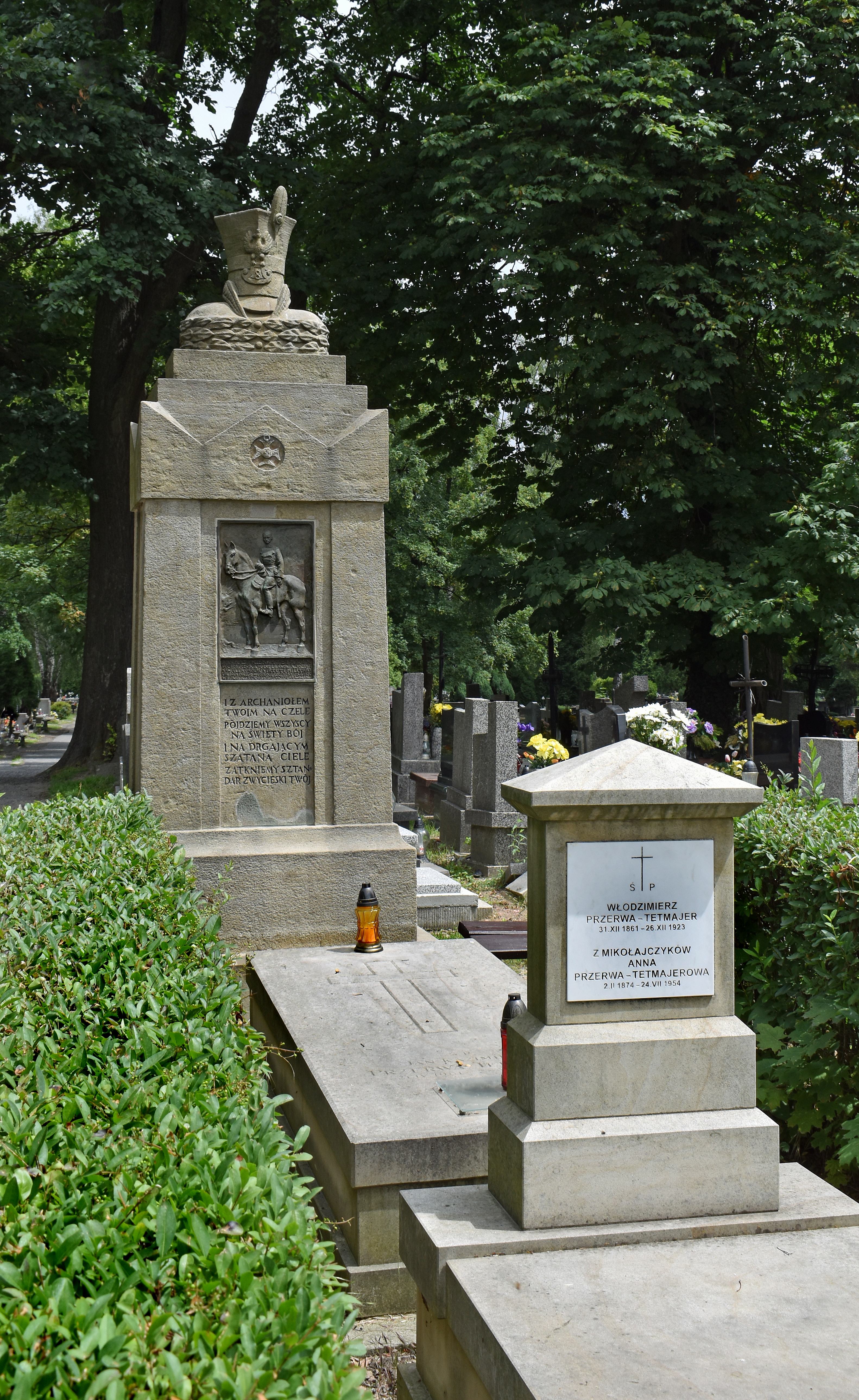
Grób Jana Kazimierza Przerwy-Tetmajera, kawalera Orderu Virtuti Militari (w głębi)
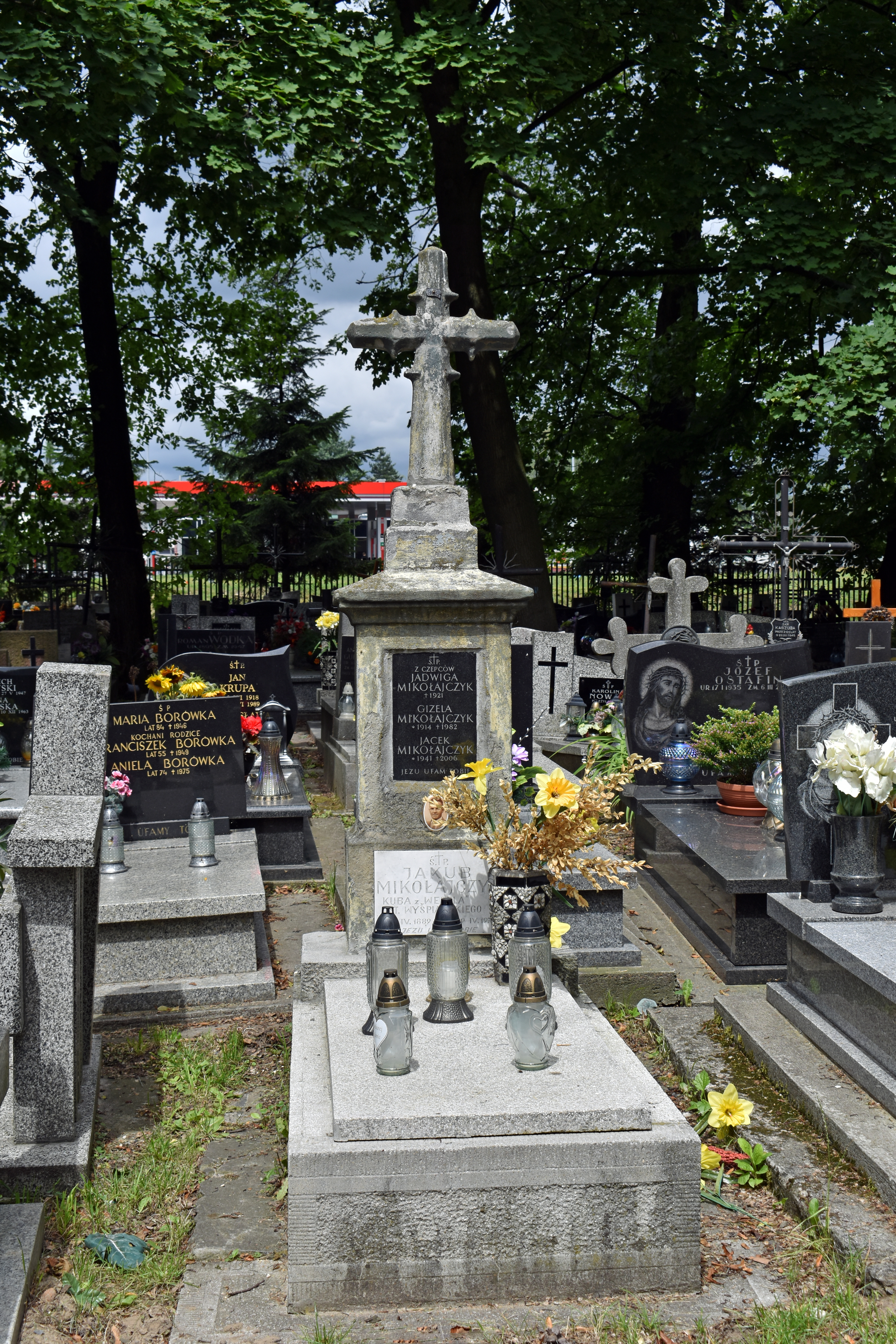
Grób Jakuba Mikołajczyka.